# Classe ATC N06
La classe ATC N06, dénommée « Psychoanaleptiques », est un sous-groupe thérapeutique de la classification anatomique, thérapeutique et chimique, développée par l'OMS pour classer les médicaments et autres produits médicaux. La classe ATC vétérinaire correspondante dans la classification ATCvet est QN06. Le sous-groupe présenté ici est celui établi par l'OMS, et peut donc différer des versions dérivées utilisées dans certains pays. Il fait partie du groupe anatomique N de la classification, intitulé « Système nerveux ».

## N06A Antidépresseurs

### N06AA Inhibiteurs non sélectifs de la recapture des monoamines
- N06AA01 – Désipramine
- N06AA02 – Imipramine
- N06AA03 – Imipramine oxyde
- N06AA04 – Clomipramine
- N06AA05 – Opipramol
- N06AA06 – Trimipramine
- N06AA07 – Lofépramine
- N06AA08 – Dibenzépine
- N06AA09 – Amitriptyline
- N06AA10 – Nortriptyline
- N06AA11 – Protriptyline
- N06AA12 – Doxépine
- N06AA13 – Iprindole
- N06AA14 – Mélitracène
- N06AA15 – Butriptyline
- N06AA16 – Dosulépine
- N06AA17 – Amoxapine
- N06AA18 – Dimétacrine
- N06AA19 – Amineptine
- N06AA21 – Maprotiline
- N06AA23 – Quinupramine

### N06AB Inhibiteurs sélectifs de la recapture de la sérotonine (ISRS)
- N06AB02 – Zimélidine
- N06AB03 – Fluoxétine
- N06AB04 – Citalopram
- N06AB05 – Paroxétine
- N06AB06 – Sertraline
- N06AB07 – Alaproclate
- N06AB08 – Fluvoxamine
- N06AB09 – Étopéridone
- N06AB10 – Escitalopram

### N06AF Inhibiteurs des monoamines oxydases, non sélectifs
- N06AF01 – Isocarboxazide
- N06AF02 – Nialamide
- N06AF03 – Phénelzine
- N06AF04 – Tranylcypromine
- N06AF05 – Iproniazide
- N06AF06 – Iproclozide

### N06AG Inhibiteurs des monoamines oxydases A
- N06AG02 – Moclobémide
- N06AG03 – Toloxatone

### N06AX Autres antidépresseurs
- N06AX01 – Oxitriptan
- N06AX02 – Tryptophane
- N06AX03 – Miansérine
- N06AX04 – Nomifensine
- N06AX05 – Trazodone
- N06AX06 – Néfazodone
- N06AX07 – Minaprine
- N06AX08 – Bifémélane
- N06AX09 – Viloxazine
- N06AX10 – Oxaflozane
- N06AX11 – Mirtazapine
- N06AX12 – Bupropione
- N06AX13 – Médifoxamine
- N06AX14 – Tianeptine
- N06AX15 – Pivagabine
- N06AX16 – Venlafaxine
- N06AX17 – Milnacipran
- N06AX18 – Réboxétine
- N06AX19 – Gépirone
- N06AX21 – Duloxétine
- N06AX22 – Agomélatine
- N06AX23 – Desvenlafaxine
- N06AX24 – Vilazodone
- N06AX25 – Hyperici herba
- N06AX26 – Vortioxétine

## N06B Psychostimulants, agents utilisés en cas de trouble déficit de l'attention/hyperactivité (TDAH) et nootropiques

### N06BA Sympathicomimétiques centraux
- N06BA01 – Amphétamine
- N06BA02 – Dexamphétamine
- N06BA03 – Méthamphétamine
- N06BA04 – Méthylphénidate
- N06BA05 – Pémoline
- N06BA06 – Fencamfamine
- N06BA07 – Modafinil
- N06BA08 – Fénozolone
- N06BA09 – Atomoxétine
- N06BA10 – Fénétylline
- N06BA11 – Dexméthylphénidate
- N06BA12 – Lisdexamfétamine
- N06BA13 – Armodafinil

### N06BC Dérivés des xanthines
- N06BC01 – Caféine
- N06BC02 – Propentofylline

### N06BX Autres psychostimulants et nootropiques
- N06BX01 – Méclofénoxate
- N06BX02 – Pyritinol
- N06BX03 – Piracétam
- N06BX04 – Déanol
- N06BX05 – Fipexide
- N06BX06 – Citicoline
- N06BX07 – Oxiracétam
- N06BX08 – Pirisudanol
- N06BX09 – Linopirdine
- N06BX10 – Nizofénone
- N06BX11 – Aniracétam
- N06BX12 – Acétylcarnitine
- N06BX13 – Idébénone
- N06BX14 – Prolintane
- N06BX15 – Pipradrol
- N06BX16 – Pramiracétam
- N06BX17 – Adrafinil
- N06BX18 – Vinpocétine
- N06BX21 – Mebicar
- N06BX22 – Phénibut

## N06C Psycholeptiques et psychoanaleptiques en association

### N06CA Antidépresseurs associés à des psycholeptiques
- N06CA01 – Amitriptyline et psycholeptiques
- N06CA02 – Mélitracène et psycholeptiques
- N06CA03 – Fluoxétine et psycholeptiques

## N06D Médicaments anti-démence

### N06DA Anticholinestérases
- N06DA01 – Tacrine
- N06DA02 – Donépézil
- N06DA03 – Rivastigmine
- N06DA04 – Galantamine
- N06DA05 – Ipidacrine
- N06DA52 – Donépézil et mémantine
- N06DA53 – Donépézil, mémantine et Ginkgo folium

### N06DX Autres médicaments anti-démence
- N06DX01 – Mémantine
- N06DX02 – Ginkgo folium
- N06DX30 –  Associations